# نوح
نوح (بالعبرية: נֹחַ) هو نبي و‌رسول ورد ذكره في الكتب المقدسة لأتباع الديانات الإبراهيمية بالإضافة إلى ورود ذكر شخصية مشابهة له في ميثولوجيا بلاد الرافدين. دعا قومه 950 سنة. الاعتقاد السائد حسب الديانات السماوية هو أن نوح كان شخصية تاريخية حقيقية و‌كان الحفيد التاسع أو العاشر لآدم وأنه كان الأب الثاني للبشرية بعد نجاته و‌من معه من الطوفان العظيم الذي أباد البشرية جميعا باستثناء المؤمنين الذين نجوا من الطوفان لاستعمالهم سفينة عملاقة اشتهرت باسم سفينة نوح.
استنادًا على الموسوعة الكاثوليكية فإن والد نوح لأمه أطلق عليه هذا الاسم لقناعته بأن نوح سوف يخلص البشرية من العقوبة التي أنزلها الخالق الأعظم على آدم ويوصل الإنسانية إلى حالة من الطمأنينة و‌الاستراحة.
يرى المسلمون أن النبي نوح هو أول الرسل، و‌من أولي العزم الخمسة، بعثه الله لما عبدت الأصنام و‌الطواغيت، و‌حاد الناس عن التوحيد، و‌قد ذكرت قصته في القرآن، و‌ما كان من قومه، و‌ما أنزل بمن كفر به من العذاب بالطوفان، و‌كيف أنجاه الله وأصحاب السفينة في أكثر من موضع من القرآن.
هناك أيضًا قصص مشابهة في الأساطير اليونانية القديمة تتحدث عن شخص يدعى ديوكاليون قام بإنقاذ ذريته و‌مجموعة من الحيوانات من الطوفان بواسطة سفينة و‌هناك أساطير من أيرلندا عن ملكة أبحرت في سفينة مع مجموعة لمدة 7 سنوات ليتجنبوا الغرق نتيجة الطوفان الذي عم أيرلندا.

## نسبه
- هو نوح بن لامك بن متوشلخَ بن خنوخ وهو إدريس بن يارد بن مهلائيل ، بن قينان ، بن أنوش بن شيث بن آدم أبي البشر.[6]
- نوح بن ملكان بن مثوب بن حنوك بن الرائد بن مهلهل بن قنان بن الطاهر بن هبة الله بن آدم

## نسله
ولد لنوح :سام و حام و يافث و يام .
1. وولد لسام :عيلام بن سام و آشور و أرفخشذ و لاوذ و إرم .
  1. وولد لآشور: إيران و باسل و طيراش و جرموق و نبيط .
  2. وولد لأرفحشد: شالخ و قينان .
    1. وولد لشالخ: عابر .
      1. وولد لعابر: فالخ و يقطان .
        1. وولد ليقطان: يعرب و ألموداد و شالف و حضرموت و بارح و هدورام و أوزال و دقلة و عوبال و شبا و أوفير و حويلة و يوباب .
          1. وولد ليعرب: يشجب .

        2. وولد لفالخ: رعو و ملكان .
          1. وولد لملكان: الخضر .
          2. وولد لرعو: ساروغ .
            1. وولد لساروغ: ناحور .
              1. وولد لناحور: تارح .
                1. وولد لتارح: إبراهيم و هاران و ناحور و تزوفا .
                  1. وولد لهاران: لوط و ملكة و يسكة أو سارة .
                    1. وولد للوط :موآب و بني عامي .
                      1. وولد لموآب: قوشتم .
                        1. وولد لقوشتم: شهوم . 
                          1. وولد لشهوم: باعوراء .
                            1. وولد لباعوراء: بلعام .

                  2. وولد لناحور: أوز و بوز و كموئيل و  كاسد و حازو و فلداش و جيدلاف و بتوئيل .
                    1. وولد لبتوئيل: لابان و رفقة و زلفة .
                    2. وولد للابان: ليئة و راحيل و بلهة .

                  3. وولد لإبراهيم: إسماعيل و إسحاق و زمران و يقشان و مدان و مديان و يشباق و شوحا .
                  4. وولد ليقشان: شبا و ددان .
                    1. وولد لددان: أشوريم و لطوشيم و لأميم .

                  5. وولد لمديان: أبيداع و عيفة و عفر و حنوك و ألدعة و يشجب .
2. وولد ليشجب ميكائيل .
3. وولد لميكائيل شعيب .
4. وولد لإسماعيل نابت و قيدار و أدبائيل و مبسام و مشماع و دومة و مسا و حدار و تيما و يطور و نافيش و قدمة و بسمة .
5. وولد لإسحاق يعقوب و العيص و فائقة .
6. وولد لالعيص رعوئيل و أليفاز .
7. وولد لرعوئيل روم .
8. وولد لروم رازخ .
9. وولد لرازخ موص.
10. وولد لموص أيوب و ياعور .
11. وولد لأيوب ذو الكفل .
12. وولد لياعور لقمان .
13. وولد للقمان  ابن لقمان (( ثاران/ مشكم/أنعم )) .
14. وولد ليعقوب رأوبين و سمعان و لاوي و يهوذا و يساكر و زبولون و دينة و جاد و أشير و يوسف و بنيامين و دان و نفتالي .
15. وولد لرأوبين حنوك و بيلا و حصرون و كرمي .
16. وولد لبيلا ألياب .
17. وولد لسمعان يموئيل و يامين و أوهد و ياكين و صوحر و شأول .
18. وولد للاوي جرشون و قهات و مراري و يوكابد .
19. وولد لجرشون لبني و شمعي .
20. وولد لمراري محي و موشي .
21. وولد لقهات عمرام و يصهار و حبرون و عزيئيل .
22. وولد ليصهار صوف و قارون و نفج و زكري و أزئيل .
23. وولد لصوف توحو .
24. وولد لتوحو أليهو .
25. وولد لأليهو يروحام .
26. وولد ليروحام ألقانة .
27. وولد لألقانة صموئيل .
28. وولد لحبرون أمريئيل و أشيّا و تكوع .
29. وولد لعزيئيل ميشائِيل و الصافان و ستري .
30. وولد لعمرام مريم و موسى و هارون .
31. وولد لموسى جيرشوم و إليعازر .
32. وولد لهارون إيثامار و أليعازر و ناداب و أبيهو .
33. وولد لأليعازر فينحاس و حفني .
34. وولد لفينحاس أبيشوع .
35. وولد لأبيشوع بقي .
36. وولد لحفني ياسين .
37. وولد لياسين إلياس .
38. وولد لإلياس حزقيل .
39. وولد ليهوذا فارص و زارح و عير و أونان و شيلة .
40. وولد لفارص حصرون .
41. وولد لحصرون رام و يرحمئيل و كالب .
42. وولد لرام عميناداب .
43. وولد لعميناداب نحشون و إليشابع .
44. وولد لنحشون سلمون و أليمالك .
45. وولد لسلمون بوعز .
46. وولد لبوعز عوبيد .
47. وولد لعوبيد يسى .
48. وولد ليسى داوود و أبيجائيل و صروية .
49. وولد لداوود شباح و تيراع و أمنون و سليمان و أبشالوم و يبوشث و تامار و أدونيا و شمعي و إيثريم .
50. وولد لسليمان رحبعام و رحيعم و مِنليك الأول .
51. وولد لرحيعم إينامن .
52. وولد لإينامن يهوشافاط .
53. وولد ليهوشافاط شلوم .
54. وولد لشلوم ناحور .
55. وولد لناحور بلعاطة .
56. وولد لبلعاطة برخيا .
57. وولد لبرخيا صديقة .
58. وولد لصديقة مسلم .
59. وولد لمسلم سليمان .
60. وولد لسليمان داوود .
61. وولد لداوود حشبان .
62. وولد لحشبان صدوق .
63. وولد لصدوق مسلم .
64. وولد لمسلم لدن .
65. وولد للدن زكريا .
66. وولد لزكريا يحيى .
67. وولد لرحبعام أبيام .
68. وولد لأبيام آسا .
69. وولد لآسا يهوشافاط .
70. وولد ليهوشافاط يهورام .
71. وولد ليهورام أخزيا .
72. وولد لأخزيا يوآش .
73. وولد ليوآش أمصيا .
74. وولد لأمصيا عزيا .
75. وولد لعزيا يوثام .
76. وولد ليوثام آحاز .
77. وولد لآحاز حزقيا .
78. وولد لحزقيا منسى .
79. وولد لمنسى أمون .
80. وولد لأمون يوشيا .
81. وولد ليوشيا يهوياقيم و صدقيا و يهوآحاز .
82. وولد ليهوياقيم يهويا كين .
83. وولد ليهويا كين شألتيئيل .
84. وولد لشألتيئيل زربابل .
85. وولد لزربابل أبيهود .
86. وولد لأبيهود إلياقيم .
87. وولد لإلياقيم عازور .
88. وولد لعازور صادوق .
89. وولد لصادوق أخيم .
90. وولد لأخيم أليود .
91. وولد لأليود إليعازر .
92. وولد لإليعازر يعقوب .
93. وولد ليعقوب متان .
94. وولد لمتان عمران .
95. وولد لعمران مريم .
96. وولد لمريم عيسى .
97. وولد ليساكر تولاع .
98. وولد لزبولون سارد و إيلون و ياحلئيل .
99. وولد لأشير سارح و يشوة و يمنة و يشوي و بريعة .
100. وولد ليوسف إفرايم و مانيسا .
101. وولد لإفرايم إليسع و نون و ميشيا .
102. وولد لنون يوشع .
103. وولد لميشيا رحمة .
104. وولد لمانيسا ماشير و جير .
105. وولد لبنيامين بيلا و أفيح .
106. وولد لبيلا أحيهود .
107. وولد لأفيح بكورث .
108. وولد لبكورث صرور .
109. وولد لصرور نير .
110. وولد لنير قيس .
111. وولد لقيس شاول الملك و يوناثان و أبيناداب و ملكيشوع و إيشبعل .
112. وولد لشاول الملك جوناثان و أبيناداب و ملكيشوع و إيشبعل و ميكال و أدهينوع .
113. وولد لدان حوشيم .
114. وولد لنفتالي ياحصئيل و جوني و يصر و شليم .
115. وولد للاوذ كيومرث .
116. وولد لكيومرث سيامك .
117. وولد لسيامك هوشنغ و فرقاك فرواكين .
118. وولد لإرم عوص و جاثر و لاوذ و عبد ضخم .
119. وولد لعوص عاد .
120. وولد لعاد لجلود .
121. وولد للجلود رباح .
122. وولد لرباح عبدالله.
123. وولد لعبدالله هود .
124. وولد لجاثر ثمود .
125. وولد لثمود صالح .
126. وولد للاوذ طسم و جديس .
127. وولد لحام كوش و كنعان و مصرايم و فوت .
128. وولد لكوش حويلة و رماح و نمرود و سبته و سبتيكه و سبا .
129. وولد لكنعان صيدون و حيث و اليبوسيون و الجرجاشيون و الحويون و العرقيون و السينيون و الأرواديون و العماريون و الحماتيون .
130. وولد لصيدون الصيدونيون .
131. وولد لحيث الحيثيون .
132. وولد لمصرايم لوديم و عناميم و لهابيم و نفتوحيم و فتروسيم و كسلوحيم و كفتوريم .
133. وولد لفوت الأمازيغ .
134. وولد ليافث غومر و مأجوج و ياوان و طوبال و طبراش و مداي و ماشك و ماشح و علجان و شبكة .
135. وولد لغومر ريفاث و توجارمة و اشكناز .
136. وولد لياوان أليشة و كتيم و ترشيش و دودانيم .
137. وولد لتوجارمة هايك .
138. وولد لهايك أرميناك و مانافاز هايكازوني أباه هايكازوني و مهيكان و خور هيكازوني و آرام .

## نوح من وجهة نظر الأكاديميين

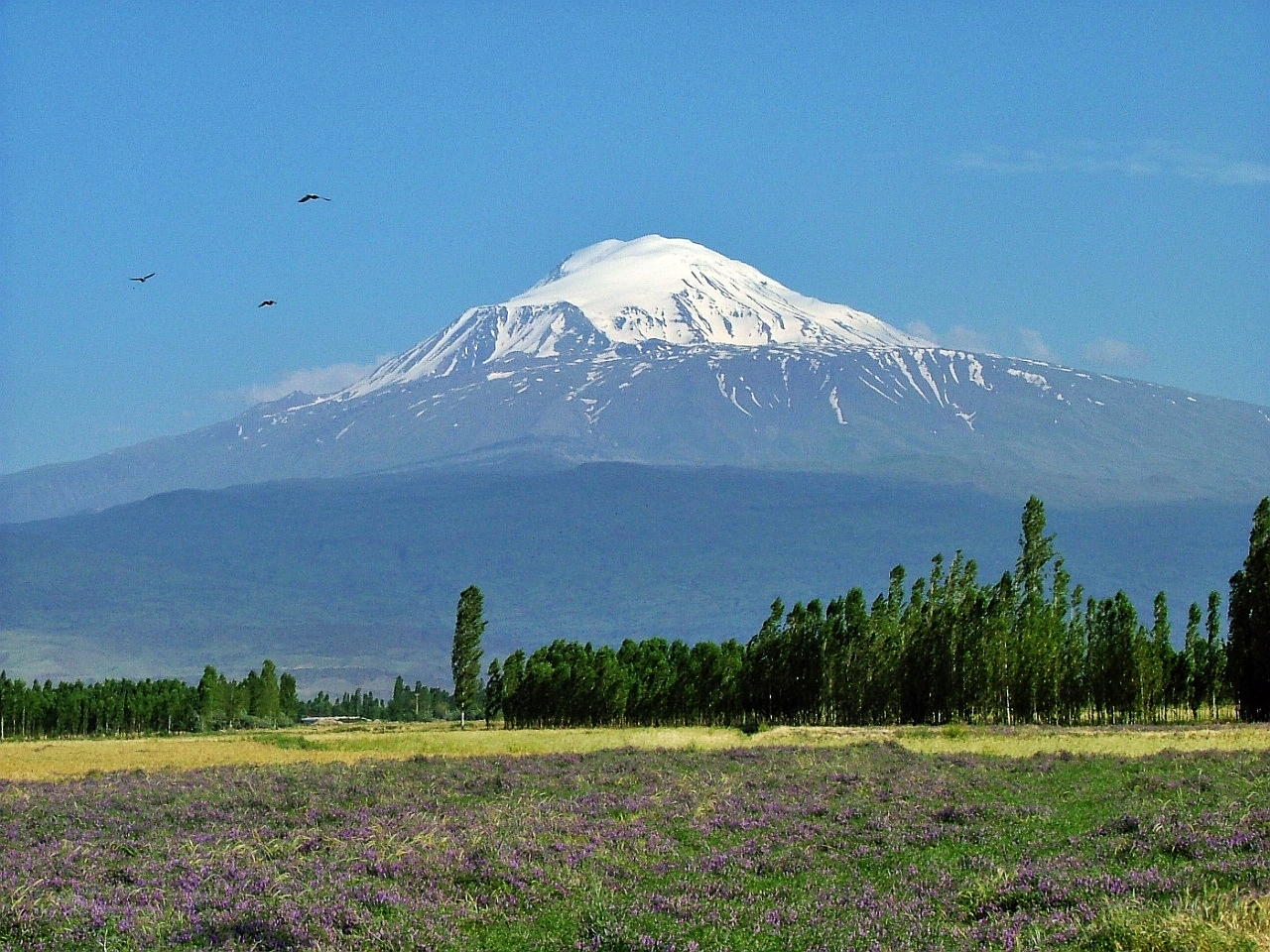
جبل أرارات في تركيا، من الأماكن التي يتوقع الباحثون أن سفينة نوح رست عليها.

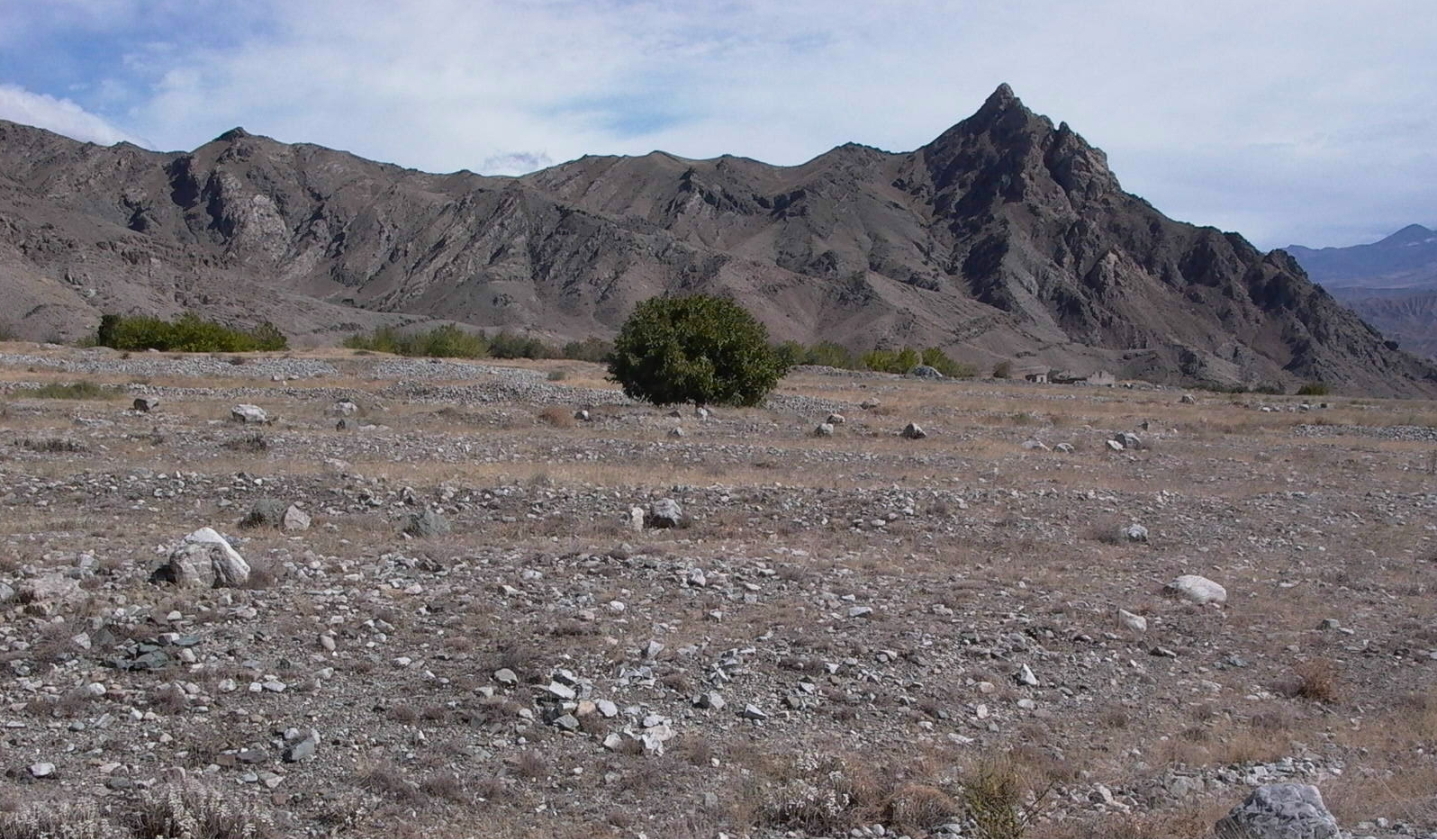
أرض مستوية في نخجوان (وتعني مستقر نوح بالتركية) يعتقد سكان هذه المنطقة أنه دفن بالقرب منها.

استنادا إلى معظم المؤرخين والأكاديميين في مجال اللغات فإن التوراة -التي تعتبر أقدم كتاب ديني ذكر قصة نوح- هي في الحقيقة عبارة عن مجموعة من المخطوطات كتبت من قبل العديد من الكتاب و‌ليس من كاتب واحد أو مصدر واحد، وإنها على الأغلب قد جمعت في القرن الخامس قبل الميلاد. ونتيجة الاختلاف في المصادر فإن التوراة تُظهر شخصيتين متناقضتين لنوح فتارة نرى نوح كرجل زاهد قريبا من «الخالق الأعظم» الذي اختاره ليخلص البشرية من الدمار، وتارة أخرى نرى التوراة تصف نوح كأول فلاح في البشرية وكان أول صانع للنبيذ. ويرى بعض المحللين إن هذا التناقض في وصف الشخصية قد يكون معناه أنه ربما حدث خطأ أثناء نقل الروايات وإن بطل قصة الطوفان قد يكون جد نوح و‌اسمه بالعبرية أينوخ و‌بالعربية نوح وإن هناك احتمالا أن التشابه في العبرية بين اسمي نوح وآينوخ قد يكون سببا رئيسيا في هذا التناقض.
تشير الأبحاث الجيولوجية واستنادا إلى دراسة المتحجرات وطبقات علم الأرض إن هناك دلائل على حدوث فيضان في منطقة الشرق الأوسط في العصور القديمة ولكن الأبحاث لم تؤكد المعتقد الديني السائد أن الطوفان المذكور قد شمل جميع بقاع الأرض. وتشير دراسات من جامعة كولومبيا في الولايات المتحدة الأمريكية أن البحر الأسود كان عبارة عن بحيرة في العصر الجليدي وأن درجة حرارة الأرض بدأت بالارتفاع قبل حوالي 12,000 عاما وبدأت الكتل الجليدية بالانصهار، وأنه قبل ما يقارب 7000 عاما حدث امتداد لمياه البحر المتوسط وحدث طوفان باتجاه تركيا، وكانت قوة الطوفان معادلة لما يقارب 200 مرة قوة شلالات نياجارا.
تشير دراسة المتحجرات إلى حدوث سلسلة من الفيضانات بين عامي 4000 إلى 2000 قبل الميلاد في ما كانت تسمى سابقا بلاد ما بين النهرين والتي كانت تشمل الأرض الواقعة بين نهري دجلة والفرات بما فيها أراضي تقع الآن في سوريا وتركيا والعراق، وأنه من المحتمل جدا أن يكون قصة الطوفان قد نشأت من إحدى هذه الفيضانات وتركت أثارا واضحة في كتابات وأساطير ومعتقدات هذه المنطقة في الشرق الأوسط.

## طوفان نوح في ملحمة جلجامش
يعتبر ملحمة جلجامش السومرية التي تم اكتشاف ألواحها الطينية عام 1853 من قبل البعض أول نص من الناحية التأريخية يذكر فيها قصة الطوفان في حين أن كثيرا من العلماء يعتقدون أن القصة تمت اضافتها إلى اللوح الحادي عشر من شخص استخدم قصة الطوفان الموجودة في أترا هاسس. في الأسطورة يحاول الملك جلجامش الوصول إلى سر الخلود عن طريق الإنسان الوحيد الذي وصل إلى تحقيق الخلود وكان اسمه أوتنابيشتيم أو أتراحاسيس والذي يعتبره البعض مشابها جدا أن لم يكن مطابقا لشخصية نوح في الأديان اليهودية والمسيحية والإسلام. وعندما يجد جلجامش أوتنابشتم يبدأ الأخير بسرد قصة الطوفان العظيم الذي حدث بأمر الآلهة، وقصة الطوفان هنا شبيهة جدا بقصة طوفان نوح، وقد نجى من الطوفان أوتنابشتم وزوجته فقط وقررت الآلهة منحهم الخلود.

## نوح في اليهودية والمسيحية

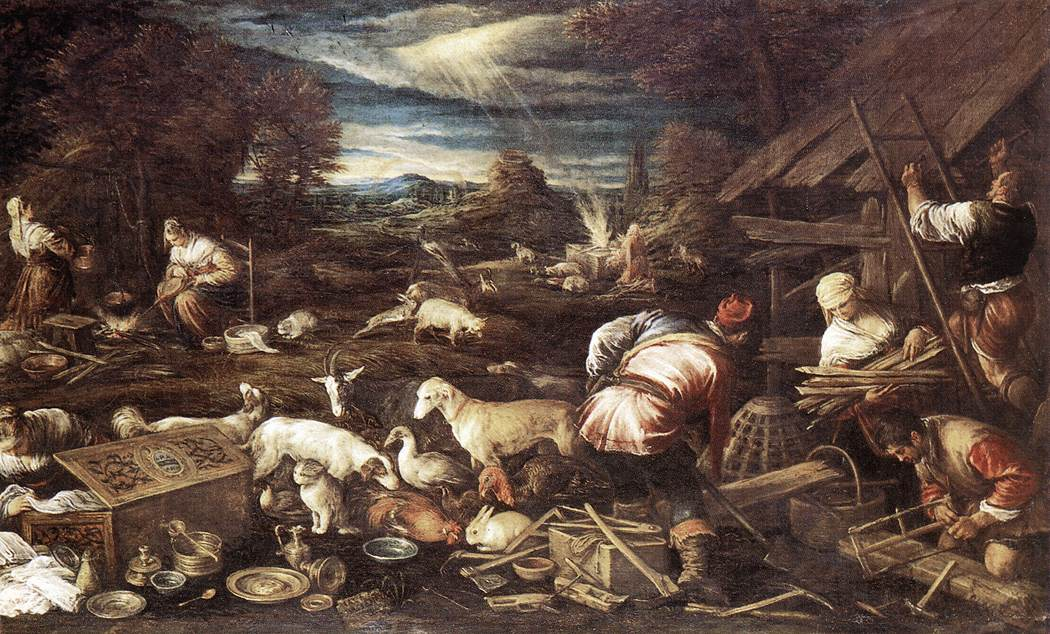
رسم في لوحة تمثل الفيضان واستعدادات الناس للصعود على السفينة والنجاة من الطوفان.

استنادا على التوراة وسفر التكوين في العهد القديم من الكتاب المقدس فإن نوح كان ابن لامخ وكان يعتبر الجيل العاشر بعد آدم وكان عمره 600 عاما عندما أوكل الخالق له مهمة بناء السفينة وعاش 350 سنة بعد الطوفان وكان عمره عند الوفاة 950 عاما.
يصور العهد الجديد من الكتاب المقدس نوح كشخصية قريبة ومطيعة للخالق الأعظم ويضعه إنجيل مرقس في نفس منزلة إبراهيم ويعقوب.
في الكتابات المسيحية التي كتبت في القرن الثالث بعد الميلاد من قبل أوريليس أوغسطين (354 - 430) تم إعطاء أهمية دينية كبيرة لسفينة نوح حيث تم اعتباره رمزا للخلاص من خلال تشبيه السفينة بالكنيسة. في القرون الوسطى بدأ المسيحيون في كتاباتهم بالاقتناع بالتوزيع العرقي للأجناس البشرية الذي ورد ذكره في سفر التكوين وأضافوا إليه توزيعا طبقيا جديدا فكان الاعتقاد السائد أن رجال الدين والقديسيين ينحدرون من سلالة سام والفرسان ينحدرون من سلالة يافث والفقراء ينحدرون من سلالة حام؛ وتذكر التوراة أن سام وحام ويافث هم أبناء نوح.
يرى المحللون أن في هذا تكرارا لفكرة لعنة حام والتي يعتبرها البعض أول تقسيم عنصري مستند على الدين والتي من المحتمل أنها لعبت دورا في النظرة التي نشأت وما زالت قائمة إلى حد ما على الأفريقيين وأصحاب البشرة السوداء ووصل الأمر في عام 1964 إلى السيناتور الأمريكي روبرت بيرد (بالإنجليزية:Robert Byrd) من فرجينيا الغربية أن يستخدم قصة نوح كمبرر لإبقاء سياسة التمييز العنصري في الولايات المتحدة الأمريكية. وقد كان بيرد أكبر المعمرين في مجلس الشيوخ وقد كان سيناتور منذ 1959 ورفض بيرد في عام 1991 ترشيح قاضيتين من أصول أفريقية أمريكية للمحكمة العليا في الولايات المتحدة ورفض بيرد في عام 2004 ترشيح كوندوليزا رايس لمنصب وزيرة الخارجية وقد توفي عام 2010.

## نوح في الإسلام

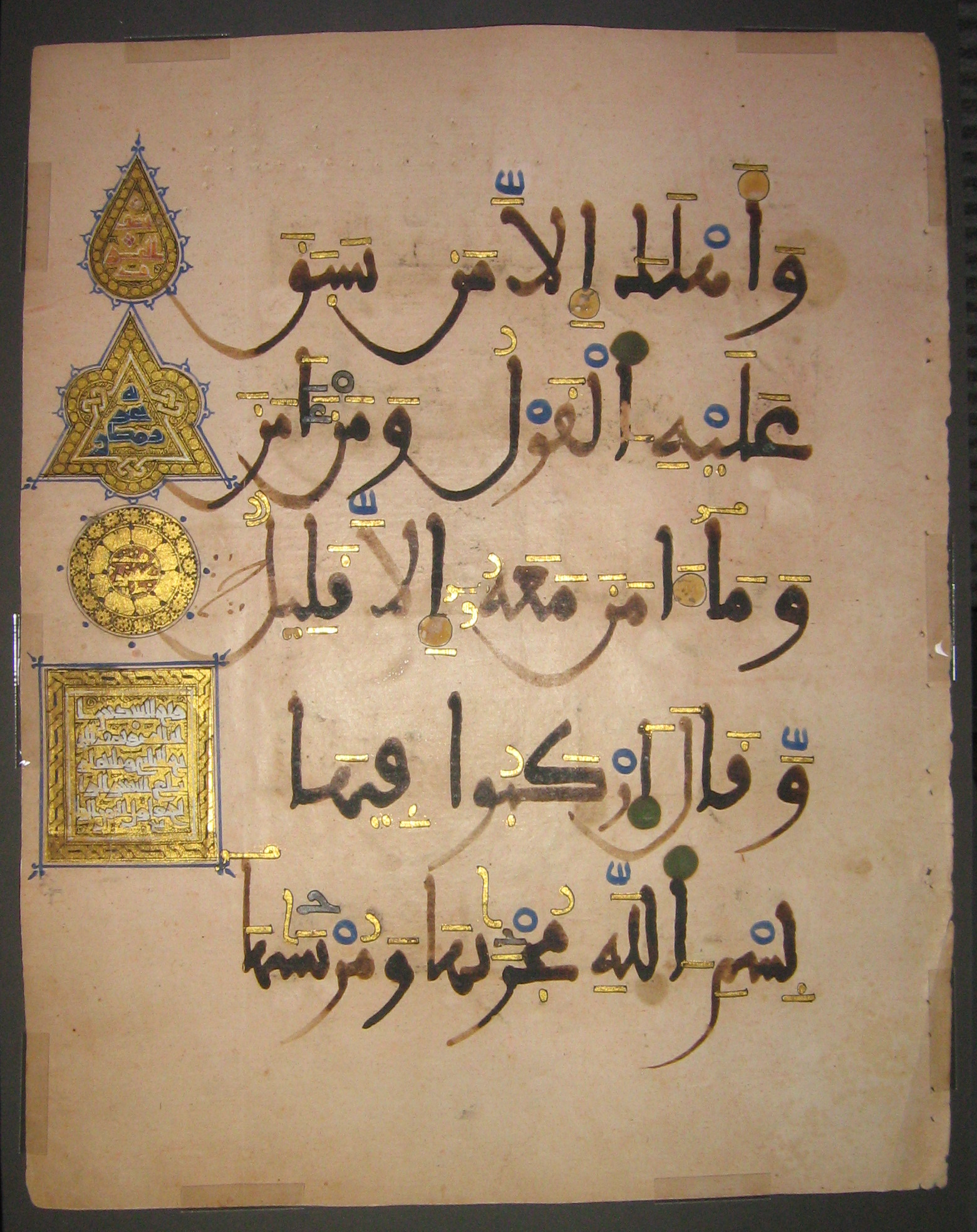
رُقعة قرآنية مُذهَّبة تعود للقرن الثاني عشر، تحتوي على جزء من الآيتين 40 و41 من سورة هود:.

جاء ذكر نوح في العديد من الآيات القرآنية في سورة آل عمران وسورة النساء وسورة المائدة وسورة الأنعام وسورة هود وسورة العنكبوت وكذلك سورة نوح المسماة باسمه وغيرها. وحسب الدين الإسلامي، فان الله أرسل نوحا إلى قوم يعبدون الأوثان ليدعوهم إلى عبادته وحده وترك عبادة غيره، لكن نوحا لم يلق آذانا صاغية واستمر الأكثرية على عبادة الأوثان، ونصبوا له العداوة ولمن آمن به وتوعدوهم بالرجم.
واستنادا إلى القرآن فإن نوحا لبث في قومه يدعوهم إلى عبادة الله ألف سنة إلا خمسين عامًا ﴿وَلَقَدْ أَرْسَلْنَا نُوحًا إِلَى قَوْمِهِ فَلَبِثَ فِيهِمْ أَلْفَ سَنَةٍ إِلَّا خَمْسِينَ عَامًا فَأَخَذَهُمُ الطُّوفَانُ وَهُمْ ظَالِمُونَ ۝١٤ فَأَنْجَيْنَاهُ وَأَصْحَابَ السَّفِينَةِ وَجَعَلْنَاهَا آيَةً لِلْعَالَمِينَ ۝١٥﴾، وأن الله أمره ببناء سفينة، والتي لم تعرف البشرية مثلها، فقيل في طولها انها بلغت ثمانين ذراعا، وقيل ألفا، وقيل الفي ذراع، وقيل غير ذلك. وكان خشبها من شجر الساج أو الصنوبر على اختلاف بين المصادر، وكان نوح يغرس الشجر وينتظر نموه مئة سنة وينشره مئة أخرى أو أربعين سنة، وقد أمر أن يطلى باطنها وظاهرها بالقار، وجعل منها ثلاثة طوابق، جعل الأرض منها للحيوانات والوحوش، وثانيها لبني الإنسان وأعلاها للطيور، واكن لها سقف مطبق عليها.
وأوحي لنوح بأن علامة بدءِالطوفان هو مجئ أمر الله بفوران التنور، وقيل بالتنور بأنه حدوث بركان في المنطقة، وفي تفسير آخر فوران تنور نوح وهو التنور الذي ورثه من حواء، أو فوران الماء على سطح الأرض، وقيل طلوع نور الفجر وقيل غير ذلك... ولما تحققت العلامة أمر نوح بأن يحمل في متن السفينة من كل دواب الأرض زوجين وأهله ومن آمن معه وكان عددهم قليلا. لم تكن زوجة نوح مؤمنة به فلم تصعد، وكان أحد أبنائه يخفي عصيانه ويبدي الإيمان أمام نوح، فلم يصعد هو الآخر. وكذلك كانت أغلبية من لم يؤمنوا به فلم يركبوا معه. وصعد المؤمنون. قال ابن عباس: «آمن من قوم نوح ثمانون إنسانا».
فبدأ بتحميل حوالي ثمانين رجلا معهم نساؤهم في السفينة، وانفجرت الأرض عيونا وهطلت السماء وارتفع الماء حاملا السفينة وهي تجري بهم في موج كالجبال مئة وخمسين يوما. وهلك الباقون ولم يبق الله على الأرض من الكافرين ديارا. فأرسل نوح الحمامة فمرغت رجليها في الطين وحملت إليه غصن زيتون، فلما رأى ذلك علم أن الماء قد انحسر، وهذا ما ذكره ابن عباس.

## نوح في الديانات الأخرى
يعتبر نوح أحد أنبياء ديانة الصابئة المندائيين ويدعى نو بالمندائية الآرامية وترد نصوص كثيرة حول هذا النبي بكتاب الكنز العظيم، كتاب الديانة الصابئية المقدس وتذكر هناك نصوص كثيرة أيضًا حول ابنه النبي سام وقصة الطوفان وإلى اليوم يحيي الصابئة مناسبة أبو الهريس ترحمًا على أرواح البشر الذين قضوا في الطوفان.
في الإيمان البهائي يذكر أن السفينة والطوفان رمزيان، وفي المعتقد البهائي فقط أتباع نوح كانوا على قيد الحياة روحيا لأنهم حفظوا في سفينة تعاليمه في حين أن آخرين ماتوا روحيا. وفي كتاب الايقان البهائي يوافق المعتقد الإسلامي بان نوح كان لديه عدد كبير من الصحبة سواء 40 أو 72 بالإضافة إلى عائلته على السفينة وأنه قام خاطب الناس 950 عاما (رمزيًا) قبل الطوفان.

## أبناء نوح في الإسلام والمسيحية واليهودية

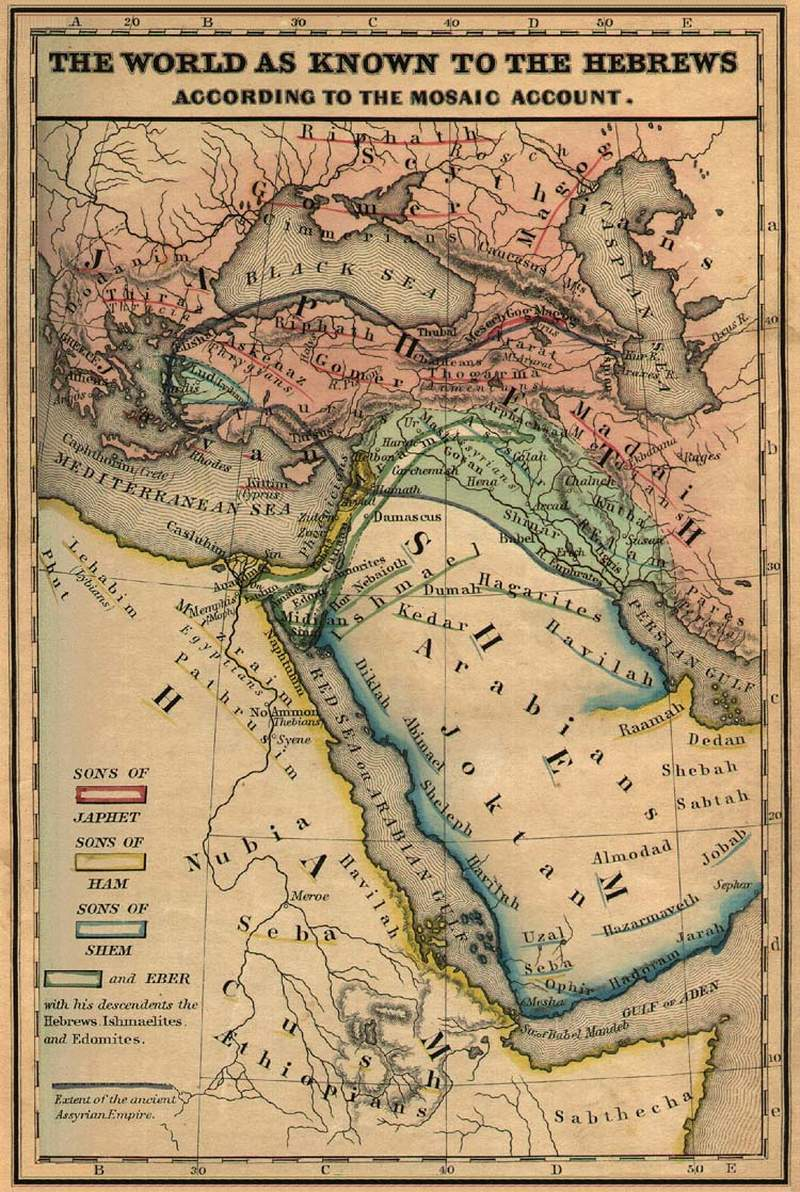
تشتت نسل "سام وحام ويافث" (خريطة من 1854 كتاب التاريخية وأطلس الجغرافيا التوراتية).

حسب التوراة فإن من أبناء نوح الثلاثة انبثقت البشرية بعد الطوفان وكان أبناء نوح:
- سام أكبر الأبناء وكان عمره 98 عامًا عند حدوث الطوفان وعاش 500 سنة أخرى بعد الطوفان وكان له خمسة أبناء وهم: عيلام وأشور وأرفكشاد ولود وأرام ويعتقد أن الأشوريين والعبريين والعرب والآراميين قد انبثقوا من سلالة سام.[26][27]
- حام ثاني أبناء نوح ويعتقد أنه والد الشعوب الأفريقية ومنهم المصريون القدماء والأمازيغ. ويعتقد بعض اليهود استنادًا إلى التوراة أن حام قد شاهد والده عاريًا ذات يوم وقام بإخبار أخويه بذلك، وعندما علم نوح بهذا فإنه طلب من الخالق أن لا يبارك سلالة حام. ويعتقد بعض المحللين أن هذه قصة اختلقت فيما بعد عند اجتياح بني إسرائيل لأراضي الكنعانيين الذين كانوا يستوطنون منطقة فلسطين الحالية لكي يبدو الأمر وكأنه تحقيق لنبوءة.[28][29]
- يافث ثالث أبناء نوح ويعتقد أنه من سلالته انبثقت شعوب أوروبا. كان ليافث حسب التوراة سبعة أبناء وهم: جومر وماجوج وماداي وياوان وتوبال وماشك وتيراس. ويعتقد أن الفرس واليونانيين والميديين والأكراد والأيرلنديين والهنغاريين والسلوفاكيين والطليان والألمان قد انبثقوا من هذه السلالة.[30][31]

وحسب التوراة فإن الخالق قرر أن يمسح بني البشر من الوجود باستثناء الصالحين بسبب كثرة المعاصي والذنوب التي كانت ترتكب فنزلت الأمطار لمدة 40 يوما وليلة وغطت المياه الأرض لمدة 150 يوما واستقرت السفينة على الجودي.
هناك كتابات يهودية لا تعتبر جزءً من الكتاب المقدس وإنما كروايات تم حذفها وفي هذه الكتابات تصوير إلى أن نوح كان شديد البياض عند الولادة بحيث امتلأت الغرفة بالضياء عند ولادته وأنه بعد ولادته بلحظات بدأ بالصلاة والدعاء للخالق الأعظم وإن بناء السفينة استغرق 120 سنة.

### أبناء نوح في الإسلام
أجمع المسلمون أن الطوفان عم جميع البلاد، قال ابن كثير في كتابه البداية والنهاية: «أجمع أهل الأديان الناقلون عن رسل الرحمن، مع ما تواتر عند الناس في سائر الأزمان، على وقوع الطوفان، وأنه عم جميع البلاد، ولم يبق الله أحدا من كفرة العباد، استجابة لدعوة نبيه المؤيد المعصوم، وتنفيذا لما سبق في القدر المحتوم.»
وإن الروايات في الإسلام على قولين:
- قوم قالوا أن كل الناس اليوم من ذرية النبي نوح. فعن قتادة قوله: ﴿وَجَعَلْنَا ذُرِّيَّتَهُ هُمُ الْبَاقِينَ ۝٧٧﴾،[35] قال: فالناس كلهم من ذرية نوح. وعن ابن عباس في قوله تعالى: ﴿وَجَعَلْنَا ذُرِّيَّتَهُ هُمُ الْبَاقِينَ ۝٧٧﴾ [الصافات:77]، يقول: لم يبق إلا ذرية نوح. ومع هذا فالروايات التي تصنف الناس إلى ساميين وحاميين ويافثيين لم تصل درجة الصحة.
- وقال قوم:[36] كان لغير ولد نوح أيضا نسل؛ بدليل قوله: ﴿ذُرِّيَّةَ مَنْ حَمَلْنَا مَعَ نُوحٍ إِنَّهُ كَانَ عَبْدًا شَكُورًا ۝٣﴾،[37] وقوله: ﴿قِيلَ يَا نُوحُ اهْبِطْ بِسَلَامٍ مِنَّا وَبَرَكَاتٍ عَلَيْكَ وَعَلَى أُمَمٍ مِمَّنْ مَعَكَ وَأُمَمٌ سَنُمَتِّعُهُمْ ثُمَّ يَمَسُّهُمْ مِنَّا عَذَابٌ أَلِيمٌ ۝٤٨﴾،[38] فعلى هذا معنى الآية: ﴿وَجَعَلْنَا ذُرِّيَّتَهُ هُمُ الْبَاقِينَ ۝٧٧﴾، دون ذرية من كفر أنا أغرقنا أولئك، ومعنى الآية ﴿وَمِمَّنْ حَمَلْنَا مَعَ نُوحٍ﴾ قال القرطبي[39] يريد إبراهيم وحده، أي أن إبراهيم من ذرية من حمل مع نوح لا من ذرية نوح، وإن وجد سام فإن إبراهيم ليس من ذريته.

## سفينة نوح

أحد المواقع المزعومة لسفينة نوح من الأقمار الإصطناعية.

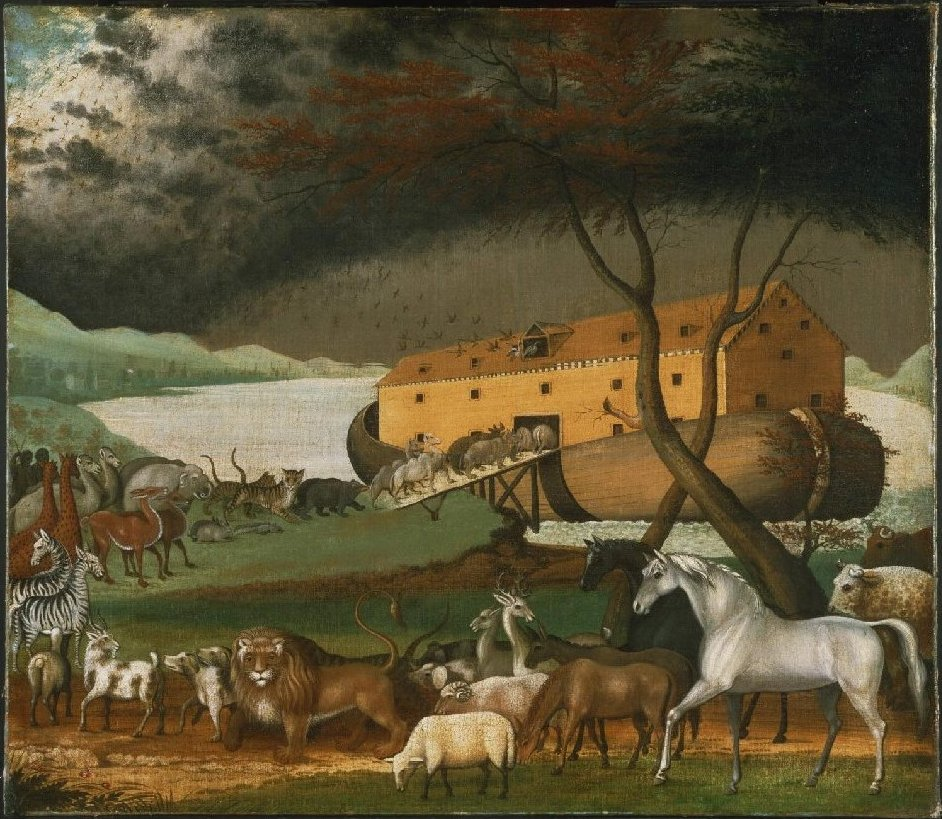
زوجين من جميع الحيوانات تصعد على سفينة نوح، رسمت على يد إدوارد هيكس في 1846.

هناك تيار يؤمن بالتفسير الحرفي وليس الرمزي لكل ما ورد في الكتب المقدسة وهذا التيار على قناعة إنه بالفعل كانت هناك سفينة ذات صفات مطابقة لما ورد في الكتب السماوية. حسب العهد القديم فإن نوح بنى السفينة من شجر الجوفر (بالإنجليزية: Gopher wood) ولا يعرف لحد هذا اليوم ما هو بالضبط هذا النوع من الأشجار إذ ورد ذكرها فقط في سفر التكوين وهناك الكثير من الفرضيات حول ماهية خشب الجوفر. ويرجح البعض انها شجر الأرز وبالنسبة لمقاييس السفينة حسب العهد القديم فإنها كانت 300 ذراعا وهذا القياس يجعل السفينة مقاربا إلى 450 قدما وهي أكبر من أكبر سفينة موثقة تاريخيا في العصور القديمة وكان حجمها 400 قدما وبنيت في الصين في القرن 15 بأمر من القائد العسكري Zheng He زنغ هيي. استنادا إلى نفس التيار المؤمن بالتفسير الحرفي لسفينة نوح فإن حجم السفينة كان 40,000 متر مكعب أي مقاربا إلى حجم سفينة تيتانيك المشهورة ، ويتسائل التيار المقتنع برمزية القصة عما إذا كان بإمكان هذه السفينة ان تتسع لجنسين من كل أنواع الحيوانات وعما إذا كان بمقدور الأشخاص الثمانية على السفينة العناية بهذا العدد الهائل من الحيوانات لمدة أكثر من 220 يوما. ومن ناحية الجغرافيين المسلمين فقد ذكر الرحالة والجغرافي العربي ياقوت الحموي في كتابه المعروف (معجم البلدان) بأن مسجدا قد بني على مكان استواء السفينة وشاركه في الرأي ابن بطوطة.

### البحث عن سفينة نوح
كان التيار المقتنع بحرفية ما ورد في الكتب السماوية عن سفينة نوح مولعا من القدم بالبحث عن السفينة وهذا الولع كان واضحا لدى بعض البروتستانت المسيحيين منذ أواخر القرن التاسع عشر الذين كانوا أكثر شغفا في إثبات حرفية القصة المذكورة في التوراة. فزعم بعضهم العثور عليها في تركيا (جبل أرارات (بالتركية:Ağrı Dağı، بالأرمنية:Արարատ) هو أعلى قمة جبلية (5165 م) بتركيا) أو أرمينيا. كما ادعى باحثون إسلاميون تحديد موقعها في اليمن أو العراق (جبل الجودي ناحية الموصل).
في القرن الواحد والعشرين استمر الولع القديم بموقع سفينة نوح وخاصة بعد انتشار صور تم التقاطها عبر الأقمار الصناعية لنتوء في قمة جبل آرارات حيث بدأ الولع القديم يأخذ منعطفا جديدا بعد تعهد رجل أعمال ثري اسمه دانيال مك كيفرن Daniel McGivern عن منحة مقدارها 900,000 دولار لأي فريق علمي على استعداد للبحث عن السفينة ، ولكن مجلة National Geographic استبعد أن تكون الصورة الجديدة صورة حقيقية.
وفي الثمانينيات قام رائد الفضاء السابق James Irwin جيمس أيرون بحملة جديدة لكنه لم يعثر على شيء.
وفي 17 يونيو 2004 زعمت إحدى البعثات إنهم اكتشفوا السفينة وقدمت المجموعة صورا ومخططات عن بعثتهم إلا أن نتائج هذه البعثة لا تزال مرفوضة من قبل المجتمع العلمي.

## اقرأ أيضا
- لقاء السفينة